# Communauté de communes du canton de Modane
La Communauté de communes du canton de Modane, aussi appelée Terra Modana, est une ancienne intercommunalité française située dans le département de la Savoie en région Auvergne-Rhône-Alpes.

## Histoire

### Le Syndicat intercommunal du canton de Modane (1966-2013)
Créé le 27 mai 1966, le Syndicat Intercommunal du Canton de Modane (SICM) a eu pour première mission d'être une interface administrative qui puisse permettre de fédérer les communes du canton autour de deux grands projets d'investissement, à savoir :
- la construction du premier collège de Haute-Maurienne
- la construction de la piscine.

Durant la dernière décennie, suivant la volonté des élus représentant les communes au comité syndical et à la faveur des politiques européennes et françaises en matière d'aménagement du territoire, le syndicat intercommunal s'est vu déléguer un nombre croissant de compétences.
Ces dernières s'appliquent à des domaines aussi variés que :
- la conduite d'opérations de construction / rénovation immobilière,
- la promotion touristique dans le cadre du contrat de Plan État Région,
- la promotion culturelle et des loisirs (gestion de l'école de musique)
- l'assainissement cantonal,
- la gestion d'équipements sportifs (gymnase, piscine)
- l'environnement

### La communauté de communes Terra Modana
Dans le cadre du schéma départemental de coopération intercommunale, la communauté de communes Terra Modana est créée à partir du Syndicat intercommunal du canton de Modane et en absorbant l'ancienne Communauté de communes de la Norma. La Communauté de communes Terra Modana a été créée par un arrêté préfectoral du 30 mai 2013.
Elle disparait le 31 décembre 2016 au soir, remplacée par la communauté de communes de Haute Maurienne-Vanoise.

## Composition
L'intercommunalité regroupe les communes suivantes :
| Nom                | Code Insee | Gentilé        | Superficie (km2) | Population (dernière pop. légale) | Densité (hab./km2) |
| ------------------ | ---------- | -------------- | ---------------- | --------------------------------- | ------------------ |
| Modane (siège)     | 73157      | Modanais       | 71,04            | 3 239 (2014)                      | 46                 |
| Aussois            | 73023      | Aussoyens      | 41,94            | 644 (2014)                        | 15                 |
| Avrieux            | 73026      | Avrionlins     | 37,85            | 401 (2014)                        | 11                 |
| Fourneaux          | 73117      | Forniolins     | 5,04             | 661 (2014)                        | 131                |
| Freney             | 73119      | Fénelins       | 11,13            | 105 (2014)                        | 9,4                |
| Saint-André        | 73223      | Saintandrenins | 30,84            | 482 (2014)                        | 16                 |
| Villarodin-Bourget | 73322      | Bourgeates     | 33,08            | 514 (2014)                        | 16                 |

## Démographie
| 1968  | 1975  | 1982  | 1990  | 1999  | 2010  |
| ----- | ----- | ----- | ----- | ----- | ----- |
| 9 946 | 8 229 | 7 983 | 7 255 | 6 547 | 6 430 |

### Pyramide des âges
| Hommes | Classe d’âge | Femmes |
| ------ | ------------ | ------ |
| 0,4    | 90 ans ou +  | 1,0    |
| 7,4    | 75 à 89 ans  | 10,4   |
| 15,7   | 60 à 74 ans  | 17,0   |
| 22,2   | 45 à 59 ans  | 20,7   |
| 19,9   | 30 à 44 ans  | 20,0   |
| 16,3   | 15 à 29 ans  | 13,7   |
| 18,0   | 0 à 14 ans   | 17,2   |

| Hommes | Classe d’âge | Femmes |
| ------ | ------------ | ------ |
| 0,4    | 90 ans ou +  | 1,1    |
| 6,3    | 75 à 89 ans  | 9,5    |
| 13,8   | 60 à 74 ans  | 14,7   |
| 20,9   | 45 à 59 ans  | 20,4   |
| 21,2   | 30 à 44 ans  | 20,2   |
| 18,2   | 15 à 29 ans  | 16,5   |
| 19,4   | 0 à 14 ans   | 17,5   |

## Administration

### Statut
Le regroupement de communes a dès sa création pris la forme d’une communauté de communes. L’intercommunalité est enregistrée au répertoire des entreprises sous le code SIREN 000 000 000. Son activité est enregistrée sous le code APE ???

### Présidents
| Période                                  | Période  | Identité        | Étiquette | Qualité                       |
| ---------------------------------------- | -------- | --------------- | --------- | ----------------------------- |
| 2014                                     | en cours | Christian Simon | DVG       | 4e adjoint au maire de Modane |
| Les données manquantes sont à compléter. |          |                 |           |                               |

### Conseil communautaire
À la suite de la réforme des collectivités territoriales de 2013, les conseillers communautaires dans les communes de plus de 1 000 habitants sont élus au suffrage universel direct en même temps que les conseillers municipaux. Dans les communes de moins de 1 000 habitants, les conseillers communautaires seront désignés parmi le conseil municipal élu dans l'ordre du tableau des conseillers municipaux en commençant par le maire puis les adjoints et enfin les conseillers municipaux. Les règles de composition des conseils communautaires ayant changé, celui-ci comptera à partir de mars 2014 vingt-trois conseillers communautaires qui sont répartis comme suit : 
| Nombre de conseillers | Communes                          |
| --------------------- | --------------------------------- |
| 11                    | Modane                            |
| 3                     | Aussois et Fourneaux              |
| 2                     | Saint-André et Villarodin-Bourget |
| 1                     | Avrieux et Freney                 |

### Bureau
Le conseil communautaire élit un président et six vice-présidents. Ces derniers, avec d'autres membres du conseil communautaire, constituent le bureau. Le conseil communautaire délègue une partie de ses compétences au bureau et au président.
| Nom                        | Fonction           | Qualité                                                               |
| -------------------------- | ------------------ | --------------------------------------------------------------------- |
| Christian Simon            | Président          | 4e adjoint au Maire de Modane                                         |
| François Chemin            | 1er vice-président | Maire de Fourneaux                                                    |
| Jean-Claude Raffin         | 2e vice-président  | Maire de Modane                                                       |
| Laurence Billard-Vincendet | 3e vice-présidente | 1re adjointe au maire de Villarodin-Bourget                           |
| Gilles Margueron           | 4e vice-président  | Maire de Villarodin-Bourget                                           |
| Pascal Poilane             | 5e vice-président  | Adjoint au maire d'Aussois                                            |
| Xavier Lett                | 6e Vice-Président  | Conseiller municipal de Modane Conseiller général du Canton de Modane |

### Compétences
Les actions qu'entreprend la Communauté de communes Terra Modana sont celles que les communes ont souhaité lui transférer. Ces dernières sont définies dans ses statuts.

### Identité visuelle
| Logotype de la Communauté de communes Terra Modana. | La Communauté de communes Terra Modana s’est dotée d’un logotype. |